# Kurukshetra (district)
Kurukshetra is een district van de Indiase staat Haryana. Het district telt 828.120 inwoners (2001) en heeft een oppervlakte van 1217 km². De administratieve zetel bevindt zich in de gelijknamige stad Kurukshetra.

## Mythologische betekenis
Volgens de Hindoetraditie, vond op de vlakte van Kurukshetra de grote veldslag plaats tussen de Kaurava's en de Pandava's, die het centrale thema vormt van het Hindoe-epos van de Mahabharata
Ambala · Bhiwani · Charkhi Dadri · Faridabad · Fatehabad · Gurgaon · Hisar · Jhajjar · Jind · Kaithal · Karnal · Kurukshetra · Mahendragarh · Nuh · Palwal · Panchkula · Panipat · Rewari · Rohtak · Sirsa · Sonipat · Yamuna Nagar